# Misticismo cristiano

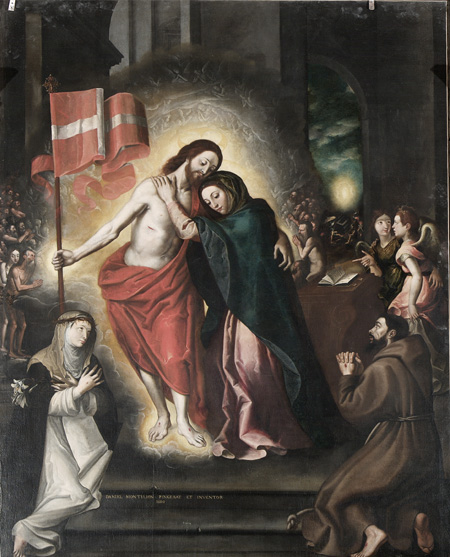
Matrimonio mistico tra Cristo e la Chiesa

Il misticismo cristiano si riferisce allo sviluppo della teoria e delle pratiche mistiche nell'ambito del cristianesimo. È stato spesso collegato alla teologia mistica, specialmente nelle tradizioni cattoliche e ortodosse orientali.
Gli attributi e i mezzi con cui il misticismo cristiano è studiato e praticato variano e vanno dalle visioni estatiche dell'unione mistica con Dio alla contemplazione orante delle Sacre Scritture (cioè Lectio Divina).

## Etimologia
Il termine "misticismo" trae origine dal greco μυω (myo), che significa "nascondere", ed il suo derivato μυστικός, mystikos, che significa "un adepto". Nel mondo ellenistico, un mystikos era un iniziato alle religioni misteriche. "Mistica" si riferiva a rituali religiosi segreti e l'utilizzo della parola non portava nessun riferimento diretto al trascendentale.
Nel primo cristianesimo il termine mystikos si riferiva a tre dimensioni, che ben presto divennero intrecciate, cioè la dimensione biblica, quella liturgica e quella spirituale o contemplativa. La dimensione biblica si riferisce a interpretazioni delle Scritture "nascoste" o allegoriche, la dimensione liturgica si riferisce al mistero liturgico dell'Eucaristia, alla presenza di Cristo dentro di essa, e la terza dimensione è la conoscenza di Dio, contemplativa o esperienziale.

## Storia
L'idea di realtà mistiche è stata ampiamente diffusa nella cristianità sin dal II secolo d.C., con riferimento non solo alle pratiche spirituali, ma anche alla convinzione che i propri rituali e perfino le Scritture avessero significati nascosti ("mistici").
Il legame tra il misticismo e la visione del Divino è stato introdotto dai primi Padri della Chiesa, che usarono il termine come aggettivo, come in "teologia mistica" e "contemplazione mistica". Nei secoli successivi, soprattutto quando l'apologetica cristiana cominciò ad usare la filosofia greca per spiegare le idee cristiane, il neoplatonismo divenne un'influenza su pensiero e pratica mistici attraverso autori come Agostino di Ippona e Origene.

### Antecedenti ebraici
La spiritualità ebraica nel periodo prima di Gesù era altamente corporativa e pubblica, basata principalmente sui servizi di culto nelle sinagoghe, che comprendevano la lettura e l'interpretazione delle Scritture ebraiche e la recitazione di preghiere, nonché sulle principali festività liturgiche. La spiritualità privata quindi era fortemente influenzata dalle liturgie e dalle scritture (per esempio, l'uso dei Salmi per la preghiera) e le preghiere spesso commemoravano eventi storici insieme alle suppliche per i propri bisogni immediati.
Di speciale importanza sono i seguenti concetti:
- Da'at (conoscenza) e Chokhmah (sapienza), che si raggiungono attraverso anni di letture, preghiere e meditazioni sulle Scritture;
- Shekhinah, la presenza di Dio nelle nostre vite quotidiane, la superiorità di tale presenza rispetto alle ricchezze terrene, e il dolore e l'anelito che sopraggiungono quando Dio è assente;
- il nascondimento di Dio, che proviene dalla nostra incapacità di sopravvivere alla piena rivelazione della gloria di Dio, e che ci costringe a cercare di conoscere Dio tramite la fede e l'obbedienza
- "misticismo della Torah", una visione delle leggi di Dio come espressione centrale della volontà divina e quindi come degno oggetto non solo di obbedienza, ma anche di meditazione amorosa e di studio della Torah: e
- povertà, un valore ascetico, basato sull'aspettativa apocalittica dell'imminente arrivo di Dio, che ha caratterizzato la reazione del popolo ebraico all'oppressione causata da una serie di imperi stranieri.

Nel misticismo cristiano, la Shekhinah è diventato mistero, Da'at è diventato gnosis, e povertà è diventata un'importante componente del monachesimo.

### Vangeli

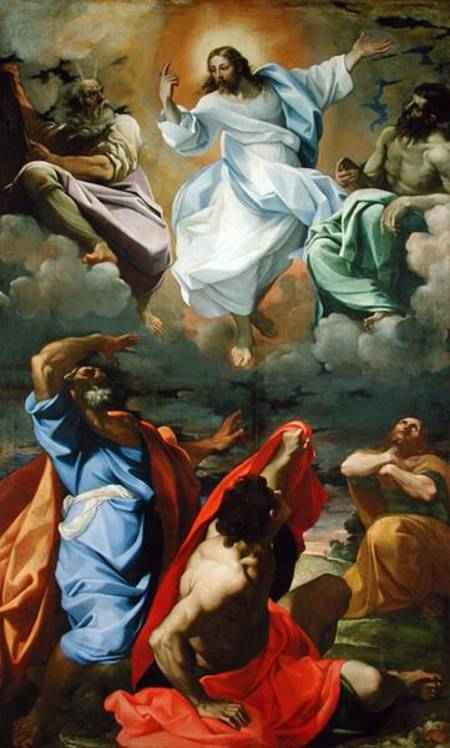
Trasfigurazione di Gesù, dipinto insieme ad Elia, Mosè e tre apostoli, di Carracci (1594)

La scritture cristiane, in quanto narrazioni fondanti della chiesa cristiana, forniscono molte storie e concetti basilari che diventarono importanti per i mistici di tutte le generazioni successive: practiche come l'Eucaristia, il battesimo e il preghiera del Padre Nostro divennero tutte attività che acquisirono rilevanza sia per il loro valore rituale e sia per quello simbolico. Altre narrazioni scritturali presentano scene che furono oggetto di meditazione: la Crocifissione di Gesù e le apparizioni dopo la sua Risurrezione sono due centrali nella teologia cristiana; ma anche il concepimento di Gesù, nel quale lo Spirito Santo ricolma Maria, e la Trasfigurazione, in cui egli viene brevemente rivelato nella sua gloria celeste, diventano immagini importanti per la meditazione. Molti testi cristiani inoltre si basano su fondamenti spirituali ebraici, come chokhmah, Shekhinah, presi dal Tanakh, Talmud e Cabala.
Tuttavia scrittori differenti presentano immagini ed idee differenti. I Vangeli Sinottici (nonostante le loro molteplici differenze) introducono numerose idee importanti, due delle quali si connettono a nozioni di conoscenza/gnosis greco-giudaiche in virtù del fatto che sono atti mentali: purezza di cuore, per poter vedere nella luce di Dio, e pentimento, che significa permettere a Dio di operare e poi trasformarci. Un'altra idea chiave presentata dai Sinottici è il deserto, che è usato come metafora per il luogo dove incontriamo Dio nella povertà del nostro spirito.
Il Vangelo di Giovanni si focalizza sulla gloria di Dio usando immagini di luce e rappresentando la Croce quale momento di esaltazione; vede inoltre la Croce come esempio di amore agape, un amore che non è tanto emozione quanto volontà di servire e prendersi cura degli altri. Ma, nel sottolineare l'amore, Giovanni rimuove l'obiettivo della crescita spirituale dalla conoscenza/gnosi, che presenta più in termini di idee stoiche circa il ruolo della ragione come principio fondamentale dell'universo e come principio spirituale in tutte le persone. Sebbene Giovanni non prosegua nella nozione stoica che questo principio possa rendere l'unione con il divino possibile per l'umanità, è un'idea che tuttavia gli scrittori cristiani sviluppano successivamente. Le generazioni successive si alterneranno spesso nella scelta se seguire i Sinottici nel dare risalto alla conoscenza o seguire Giovanni nel far risaltare l'amore.
Nell sue lettere, Paolo si concentra anche sulle attività mentali, ma non nello stesso modo dei Sinottici, che equiparano il rinnovo della mente al pentimento. Invece Paolo vede il rinnovo delle nostre menti che si verifica mentre contempliamo ciò che Gesù patì sulla croce, che quindi ci apre alla grazia e alla discesa dello Spirito Santo nei nostri cuori. Come Giovanni, Paolo è meno interessato alla conoscenza, preferendo enfatizzare il nascondimento, il "mistero" del piano divino come Cristo l'ha rivelato. Ma la discussione della Croce da parte di Paolo differisce da quella di Giovanni, ponendo meno rilievo su come riveli la gloria di Dio e più importanza su come diventi una pietra d'inciampo che fa tornare la nostra mente a Dio. Paolo descrive anche la vita cristiana paragonandola a quella di un atleta, che richiede pratica e addestramento per raggiungere il premio; scrittori successivi vedranno in questa immagine una chiamata alle pratiche ascetiche.

### Prima chiesa
I testi attribuiti ai Padri Apostolici, i testi postbiblici più antichi che abbiamo, condividono alcuni temi basilari, in particolare la chiamata all'unità di fronte alle persecuzioni e alle divisioni interne, la realtà dei carismi, soprattutto la profezia, le visioni e la gnosi cristiana, che viene intesa come "un dono dello Spirito Santo che ci permette di conoscere Cristo" attraverso la meditazione sulle Scritture e sulla Croce di Cristo. (Questa interpretazione di gnosis non è la stessa sviluppata dagli gnostici, che si concentravano sulla conoscenza esoterica che è accessibile solo a pochi adepti, ma permette loro di liberarsi dal mondo del male.) Questi autori discutono anche della nozione delle "due vie", cioè la via della vita e la via della morte; questa idea ha radici bibliche, trovandosi sia nel Discorso della Montagna che nella Torah. Le due vie sono quindi legate alla nozione di purezza di cuore, che è sviluppata contrastandola con il cuore diviso o ingannevole, e collegandola al bisogno di ascetismo, che mantiene il cuore intero/puro. La purezza del cuore era particolarmente importante data la minaccia reale di martirio, che molti scrittori discussero in termini teologici, considerandola non come un male, ma come un'opportunità per morire veramente per amore di Dio, ultimo esempio di pratica ascetica. Il martirio potrebbe anche essere visto come simbolo nelle sue connessioni con l'Eucaristia e con il battesimo.

### Ellenismo
Il contributo alessandrino al misticismo cristiano si incentra intorno a Origene e Clemente di Alessandria. Clemente fu uno dei primi umanisti cristiani che sostenne che la ragione è l'aspetto più importante dell'esistenza umana e che la gnosi (non qualcosa che possiamo ottenere da noi stessi, ma un dono di Cristo) ci aiuta a trovare le realtà spirituali nascoste dietro al mondo naturale e all'interno delle Scritture. Data l'importanza della ragione, Clemente dà risalto all‘apatheia come un ordinamento ragionevole delle nostre passioni per vivere nell'amore di Dio, che è visto come una forma di verità. Origene, che ha avuto un'influenza duratura sul pensiero cristiano orientale, sviluppa ulteriormente l'idea che le realtà spirituali possano essere trovate attraverso letture allegoriche delle Scritture (lungo le linee della tradizione aggadica degli ebrei), ma egli focalizza la sua attenzione sulla Croce e sull'importanza di imitare Cristo attraverso la Croce, soprattutto tramite l'impegno spirituale e l'ascetica. Origene enfatizza l'importanza di combinare intelletto e virtù (theoria e praxis, in greco πρᾶξις?, "pratica, azione").) nei nostri esercizi spirituali, attingendo dall'immagine di Mosè e Aronne che conducono gli Israeliti attraverso il deserto, e descrive la nostra unione con Dio come il matrimonio delle nostre anime con Cristo il Logos, utilizzando le immagini nuziali del Cantico dei Cantici. Il misticismo alessandrino si sviluppò insieme all'ermetismo e al neoplatonismo e quindi condivide alcune delle stesse idee, immagini e altro, nonostante le loro differenze.
Filone d'Alessandria era un filosofo ellenista ebreo che fu importante per aver connesso le Scritture ebraiche al pensiero greco e quindi ai cristiani greci, che faticavano a comprendere il loro collegamento alla storia ebraica. In particolare, Filone insegnava che interpretazioni allegoriche delle Scritture ebraiche fornivano accesso al significato reale dei testi. Filone asseriva anche la necessità di coordinare la concentrazione contemplativa degli Stoici e degli Esseni con la vita attiva di virtù e devozione comunitaria del platonismo e dei Terapeuti. Usando termini che ricordano i platonici, Filone descrive la componente intellettuale della fede come una sorta di estasi spirituale, in cui il nostro nous (la mente) viene sospeso e lo Spirito di Dio prende il suo posto. Idee di Filone influenzarono i cristiani alessandrini, Clemente e Origene e attraverso di loro, Gregorio di Nissa.

### Padri del deserto
Ispirati dalla dottrina ed esempio di Cristo, uomini e donne si ritirarono nei deserti del Scete dove, sia come individui solitari o come comunità, vivevano vite di austera semplicità orientata verso preghiera contemplativa. Queste comunità hanno costituito la base per quello che più tardi sarebbe diventato noto come monachesimo cristiano. Il misticismo è parte integrante del monachesimo cristiano, perché l'obiettivo della pratica per il monastico è l'unione con Dio (Theosis).

### Monachesimo
La Chiesa orientale successivamente vide lo sviluppo del monachesimo, con i contributi mistici di Gregorio di Nissa, Evagrio Pontico e Pseudo-Dionigi. Il monachesimo, noto anche come anacoretismo (che significa "ritirarsi") venne considerato come un'alternativa al martirio, ed era non tanto il fuggire dal mondo ma piuttosto il combattere i demoni (che si pensava vivessero nel deserto) e ottenere la liberazione dalle nostre passioni corporee, al fine di essere ricettivi alla Parola di Dio. Gli anacoreti praticavano una meditazione continua sulle Scritture, come mezzo per salire la scala della perfezione — un'immagine religiosa comune nel mondo mediterraneo, che si riscontra nel cristianesimo con la storia della Scala di Giacobbe — e cercavano di respingere il demone dell‘accidia ("indolenza"), una noia o apatia che impedisce di proseguire nella formazione spirituale. Gli anacoreti potevano vivere in totale solitudine (come "eremiti", dalla parola erēmitēs, "del deserto") o in comunità sciolte (come "cenobiti", che significa "vita in comune").
Il monachesimo infine si fece strada in occidente e venne istituito con l'opera di Giovanni Cassiano e Benedetto da Norcia. Nel frattempo, gli scritti spirituali occidentali furono profondamente influenzati dalle opere di uomini come Girolamo e Agostino di Ippona.

### Medioevo

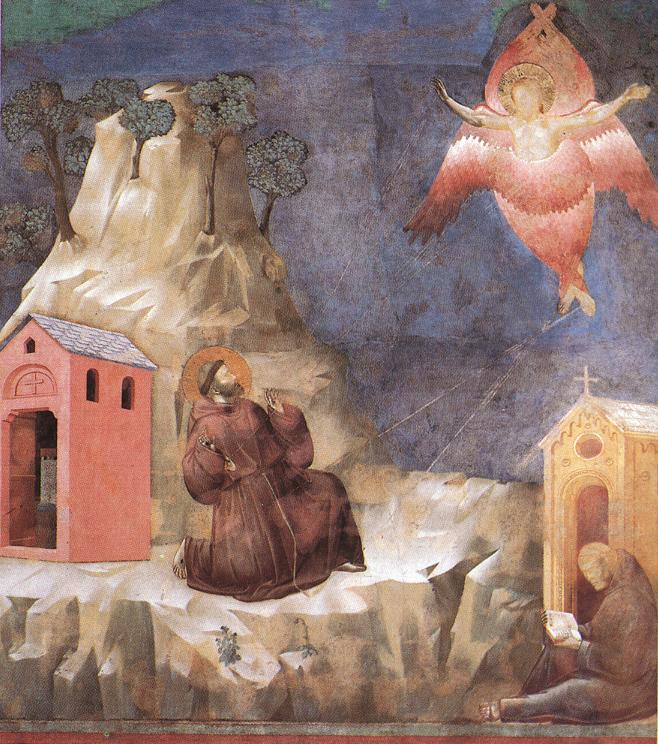
Francesco d'Assisi riceve le stigmate, di Giotto

L'Alto Medioevo in occidente include l'operato di Papa Gregorio I e di Beda, come anche gli sviluppi del cristianesimo celtico e anglosassone, e si realizza nelle opere di Giovanni Scoto Eriugena e della Rinascita carolingia.
Il Pieno Medioevo vide il fiorire della pratica e teoria mistica corrispondente ai nuovi ordini monastici, con figure di spicco quali Guigo II, Ildegarda di Bingen, Bernardo di Chiaravalle, i Vittorini, tutti provenienti da ordini differenti, insieme ad un vero incremento del pietismo popolare tra i laici.
Nel Basso Medioevo avviene lo scontro tra la scuola di pensiero domenicana e quella francescana, che fu comunque anche un conflitto tra due teologie mistiche differenti: da una parte quella di Domenico di Guzmán e dall'altra quella di Francesco d'Assisi, Antonio da Padova, Bonaventura da Bagnoregio, Jacopone da Todi, Angela da Foligno. Inoltre vi fu la crescita di gruppi mistici concentrati in alcune regioni geografiche: le Beghine, come Mechthild di Magdeburgo e Hadewijch (tra le altre); i mistici renani e fiamminghi Meister Eckhart, Giovanni Taulero, Enrico Suso e Jan van Ruusbroec; i mistici inglesi Richard Rolle, Walter Hilton e Giuliana di Norwich. Questo periodo produsse anche figure femminili italiane importanti come Caterina da Siena e Caterina Fieschi Adorno; si ebbero inoltre opere come la Devotio moderna e libri come la Theologia Germanica, La nube della non-conoscenza e l‘Imitazione di Cristo.

### La riforma protestante
Con il Rinascimento venne la Riforma protestante, che per molti versi minimizzò il misticismo, anche se produsse ancora una discreta quantità di letteratura spirituale. Anche i riformatori più attivi possono essere collegati alle tradizioni mistiche medievali. Martin Lutero, per esempio, era un monaco che fu influenzato dalla tradizione mistica domenicana di Eckhart e Taulero e anche dalla Wesonmystik ("mistica dell'essenza") di tradizione dionisiaca. Pubblicò anche la Theologia Deutsch (Teologia tedesca) di un Anonimo Francofortese, che secondo lui era il libro più importante dopo la Bibbia e Agostino per l'insegnamento su Dio, Cristo e l'umanità. Anche Giovanni Calvino, che aveva rifiutato molte pratiche ascetiche medievali e favorito la conoscenza dottrinale di Dio contro l'esperienza affettiva, mostra influenze medievali, tra cui Jean Gerson e la Devotio moderna, con la sua enfasi sulla pietà come il metodo di crescita spirituale, in cui il devoto pratica la dipendenza da Dio imitando Cristo e il rapporto figlio-padre. Per inciso, la sua idea che possiamo cominciare a godere della nostra salvezza eterna attraverso i nostri successi terreni, porta nelle generazioni successive a "una mistica della consolazione".

### Controriforma
Tuttavia la Riforma comportò una Controriforma e, con essa, una nuova fioritura di letteratura mistica, spesso raggruppata per nazionalità.

#### Misticismo spagnolo

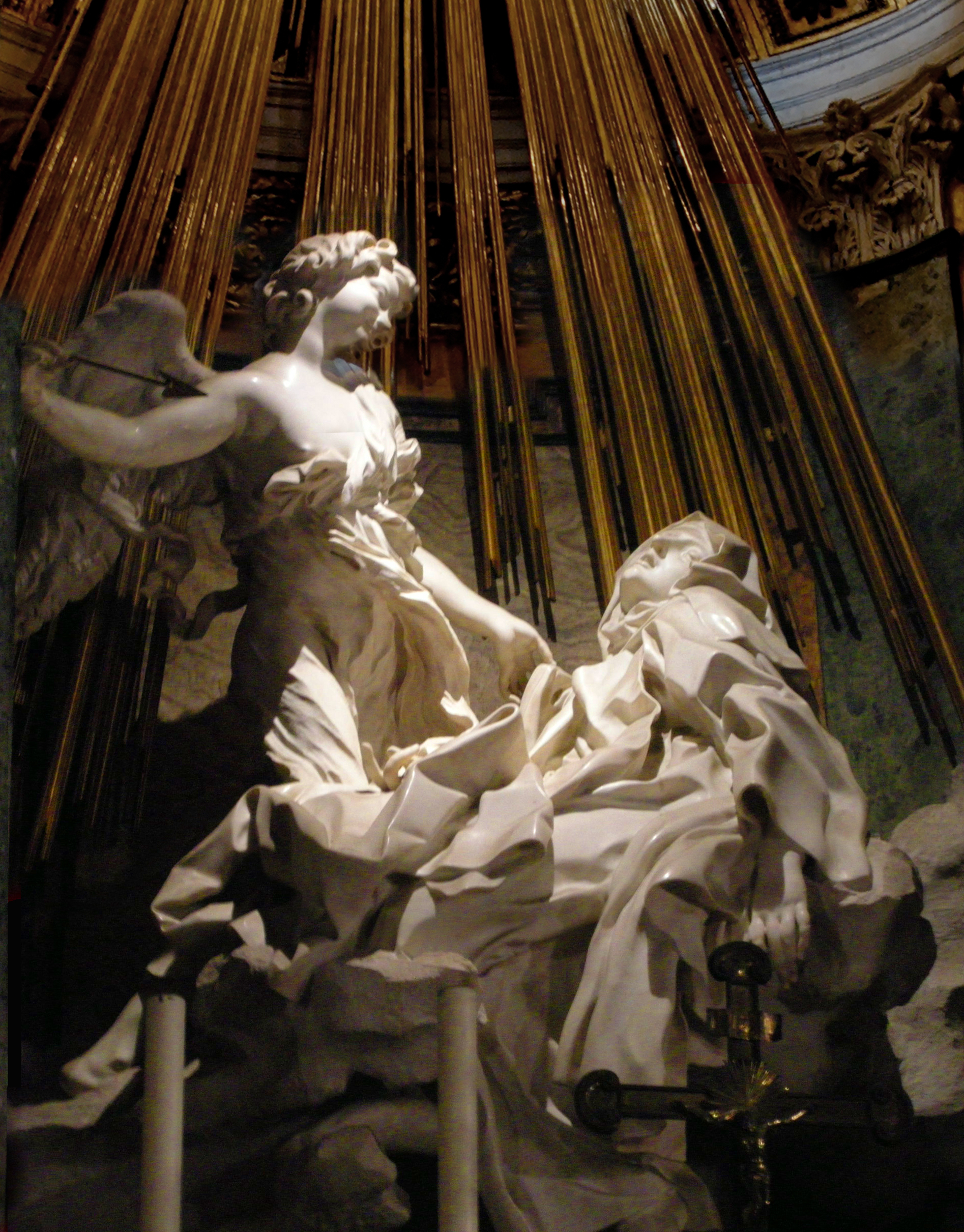
LEstasi di Santa Teresa del Bernini raffigura Teresa d'Avila in meditazione estatica (chiesa di Santa Maria della Vittoria, a Roma).

Gli spagnoli ebbero Ignazio di Loyola, i cui Esercizi spirituali erano stati preparati per aprire le persone ad una modalità ricettiva di consapevolezza in cui potessero sperimentare Dio attraverso un'attenta direzione spirituale e mediante la comprensione di come la mente si colleghi alla volontà e il modo per superare le esperienze della consolazione spirituale e della desolazione interiore; Teresa d'Avila, che usò le metafore di irrigazione di un giardino e di camminare tra le stanze di un castello per spiegare come la meditazione porti all'unione con Dio; e Giovanni della Croce, che utilizzò una vasta gamma di influenze bibliche e spirituali, sia per riscrivere le tradizionali "tre vie" della mistica secondo la maniera del misticismo nuziale e per presentare le due "notti oscure": la notte oscura dei sensi e la notte oscura dell'anima, in cui l'individuo rinuncia a tutto ciò che potrebbe diventare un ostacolo tra l'anima e Dio, e quindi sperimenta il dolore di sentirsi separato da Dio, incapace di proseguire i normali esercizi spirituali, quando incontra l'enorme divario tra la propria natura umana e la divina sapienza e luce di Dio e sale la scala dei dieci gradini di ascesa a Dio.
Un altro importante mistico fu Miguel de Molinos, l'apostolo principale della rinascita religiosa conosciuta come quietismo. Nessun sospetto sorse contro Molinos fino al 1681, quando il predicatore gesuita Paolo Segneri attaccò le sue idee, ma senza menzionare il suo nome, nel suo Concordia tra la fatica e la quiete nell'orazione.
La questione fu rinviata all'Inquisizione. Un rapporto venne fatto circolare all'estero che sosteneva che Molinos era stato condannato "per enormità morali e dottrine eretiche", e si vide perduto: il 3 settembre 1687 fece una pubblica professione dei suoi errori e venne condannato al carcere a vita. 
I protestanti dell'epoca videro nel destino di Molinos una nuova persecuzione da parte dei gesuiti di un uomo saggio e illuminato, che aveva osato resistere al cerimonialismo meschino della religiosità italiana del periodo. Molinos morì in carcere nel 1696 o 1697.

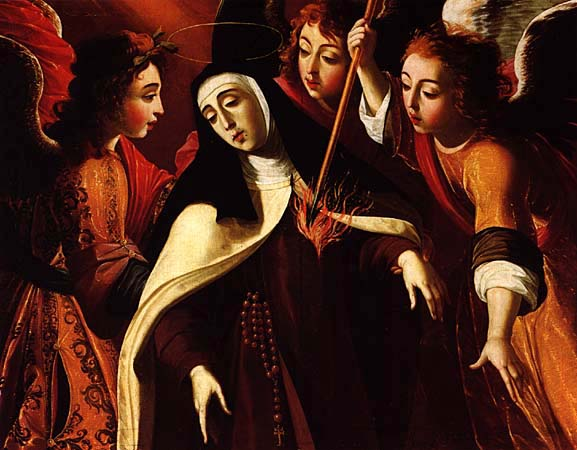
Josefa de Óbidos,Estasi di Santa Teresa

#### Italia
Gli italiani ebbero Lorenzo Scupoli.

#### Francia
I francesi ebbero Francesco di Sales, Jeanne Guyon, François Fénelon, Nicolas Herman e Blaise Pascal.

### La teosofia cristiana
Nel Nord-Europa si assiste alla diffusione della teosofia cristiana, dal carattere spiccatamente mistico, sorta dalle visioni di Jacob Bohme, espresse sovente nel linguaggio dell'alchimia, che connoterà le esperienze di numerosi suoi discepoli, soprattutto in Germania, culla di altri movimenti spirituali (come quello rosacrociano), oltre che nei Paesi Bassi, dove la maggior parte di costoro troveranno riparo per la libertà di pensiero che all'epoca vi era maggiormente garantita.
Ispirandosi alla mistica tedesca renana del Trecento, Bohme ne supera lo statico monismo per attribuire a Dio stesso una compresenza di principi contrapposti che Lo coinvolgono sia nello spirito trascendente che nella natura immanente, nel pieno come nel vuoto, nella luce e nelle tenebre, in un dinamismo vivente e incessante che si rispecchia nella divina Sofia, quarta Persona che si aggiunge a quelle della Trinità.

#### Inghilterra
In Inghilterra si ebbero una combinazione di denominazioni, col cattolico Augustine Baker e gli anglicani William Law, John Donne e Lancelot Andrewes, come anche i puritani Richard Baxter e John Bunyan (Il pellegrinaggio del cristiano) e il primo "quacchero", George Fox nonché il primo "metodista" John Wesley, che era esperto di mistici continentali.

#### Germania
Similmente ben versato nella tradizione mistica era il tedesco Johann Arndt (1555–1621) che, insieme ai Puritani inglesi, influenzò i pietisti continentali Philipp Jacob Spener, Gottfried Arnold, Nikolaus Ludwig von Zinzendorf dei Fratelli boemi e l'innografo Gerhard Tersteegen. Arndt, il cui libro Il vero cristianesimo divenne popolare tra protestanti, cattolici e anglicani, combinava influenze di Bernardo di Chiaravalle, Giovanni Taulero e della Devotio moderna in una spiritualità che non prestava attenzione alle beghe teologiche del luteranesimo del tempo ma sullo sviluppo della vita nuova, nel cuore e nella mente del credente. Arndt influenzò Spener, che formò un gruppo conosciuto come il collegia pietatis ("collegio di pietà"), che dava risalto al ruolo della direzione spirituale tra i laici - una pratica con una lunga tradizione risalente a Aelredo di Rievaulx e conosciuta al tempo di Spener grazie all'opera di Francesco di Sales. Il pietismo come noto tramite la formazione di Spener, non tendeva solo a respingere le discussioni teologiche del tempo, ma rifiutava sia l'intellettualismo che la pratica religiosa organizzata a favore di una spiritualità personalizzata e sentimentalizzata.

#### Pietismo
Questa forma di pietismo sentimentale anti-intellettuale si riscontra nel pensiero e nell'insegnamento di Zinzendorf, fondatore dei Moraviani; forme di pietismo più intellettualmente rigoroso si trovano negli insegnamenti di John Wesley, a loro volta influenzati da Zinzendorf, e negli insegnamenti dei predicatori americani Jonathan Edwards – che riportò l'attenzione sull'obbedienza secondo il pietismo di Jean Gerson e gli insegnamenti di Origene e Gregorio di Nissa secondo l'idea che gli esseri umani anelano a Dio – e John Woolman (1720-1772), che ha unito una visione mistica del mondo, con un profondo interesse per le questioni sociali. Come Wesley, Woolman fu influenzato da Jakob Böhme, William Law e l'Imitazione di Cristo. La combinazione di devozione pietista ed esperienze mistica che si trova in Woolman e Wesley, si trova anche nel loro contemporaneo olandese Gerhard Tersteegen, che ribadisce la nozione di nous ("mente") come luogo di interazione tra Dio e le nostre anime; mediante l'opera dello Spirito, la nostra mente è in grado di riconoscere intuitivamente la presenza immediata di Dio in mezzo a noi.

## Definizioni
La Chiesa cattolica definisce il misticismo cristiano come:
"Il progresso spirituale che tende all'unione sempre più intima con Cristo" (Catechismo della Chiesa cattolica, c1992: art. 2014)
Il teologo Bernard McGinn lo definisce come:
(McGinn 2006)

### Presenza ed esperienza divina
McGinn asserisce che "presenza" sia più accurato di "unione", poiché non tutti i mistici hanno parlato di unione con Dio e dato che molte visioni e miracoli non sono stati necessariamente connessi all'unione. Sostiene inoltre che si dovrebbe dire "consapevolezza" della presenza di Dio, ma piuttosto "esperienza", poiché l'attività mistica non denota soltanto la sensazione di Dio come soggetto esterno, ma più ampiamente "nuovi modi di conoscere e amare basati su stati di consapevolezza in cui Dio diventa presente nei nostri atti interiori.
William James ha reso popolare l'uso del termine "esperienza religiosa" nella sua opera La varietà dell'esperienza religiosa (1902). Ha inoltre influenzato la comprensione del misticismo come esperienza distintiva che fornisce conoscenza.
Il filosofo statunitense Wayne Proudfoot fa risalire le radici della nozione di "esperienza religiosa" al teologo tedesco Friedrich Schleiermacher (1768–1834), che affermava che la religione si fonda su una sensazione di infinito. La nozione di "esperienza religiosa" è stata usata da Schleiermacher per difendere la religione contro la crescente critica scientifica e secolare. È stata adottata da molti studiosi delle religioni, tra cui William James è stato il più influente.

### Trasformazione personale

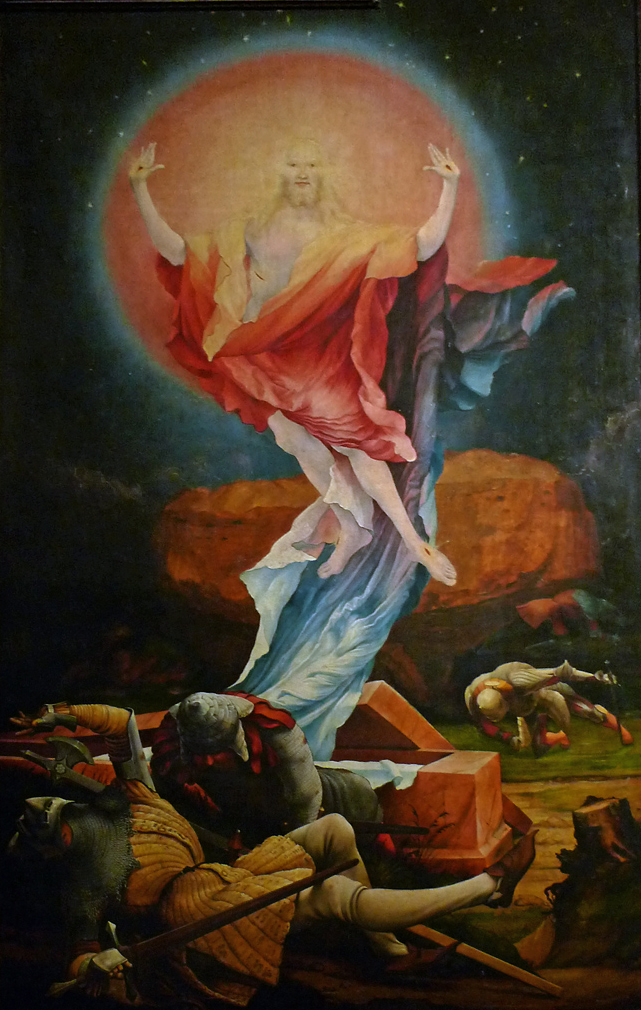
Risurrezione di Gesù, di Matthias Grünewald

Legati a questa idea di "presenza" invece di "esperienza" è l'enfasi di McGinn sulla trasformazione che avviene attraverso l'attività mistica:
Altri critici fanno notare che l'accento sulla "esperienza" è accompagnato dal favorire l'individuo atomico, invece della vita condivisa nella comunità. Inoltre non riesce a distinguere tra un'esperienza episodica e il misticismo come processo, che è incorporato in una totale matrice religiosa di liturgia, Scrittura, culto, virtù, teologia, rituali e pratiche. Richard King fa inoltre notare lo scollegamento tra "esperienza mistica" e giustizia sociale:

### Riduzionismo sociale
L'esperienza mistica non è semplicemente una questione tra il mistico e Dio, ma è spesso modellata da questioni culturali. Per esempio, l'accademica Carolyn Walker Bynum ha dimostrato come, nel tardo Medioevo, i miracoli originatisi dalla consumazione dell'Eucaristia non erano semplicemente simbolici della storia della Passione, ma servivano come rivendicazione dell'ortodossia teologica del mistico, dimostrando che tale mistico non era caduto in preda ad idee eretiche, quale il rifiuto cataro del mondo materiale come malvagio, in contrasto con l'insegnamento ortodosso che Dio aveva assunto carne umana ed era rimasto senza peccato. Quindi, la natura dell'esperienza mistica poteva essere adattata alle particolari problematiche culturali e teologiche del tempo.

## Tradizioni mistiche

### Cristianesimo orientale
Il cristianesimo orientale ha conservato in maniera speciale l'enfasi mistica nella sua teologia e mantiene la tradizione della preghiera mistica che risale agli inizi del cristianesimo.

### Cattolicesimo
La pratica della Lectio Divina, una forma di preghiera che si concentra sulla lettura delle Scritture, venne sviluppata nella sua forma meglio conosciuta nel VI secolo, grazie all'operato di Benedetto da Norcia e Papa Gregorio I, poi descritta e promossa più ampiamente nel XII secolo dal certosino Guigo II. Il IX secolo vide lo sviluppo della teologia mistica tramite la diffusione delle opere del teologo del sesto secolo Pseudo-Dionigi l'Areopagita, tra cui De mystica theologia. La sua discussione della «via negativa» fu particolarmente influente.

### Protestantesimo
Come parte della Riforma protestante, i teologi si distanziarono dalle tradizioni sviluppate nel Medioevo e ritornarono alle fonti bibliche e della prima chiesa. Di conseguenza, erano spesso scettici delle pratiche mistiche cattoliche, che a loro sembravano di minimizzare il ruolo della grazia nella redenzione e sostenere l'idea che le opere umane possano svolgere un ruolo nella salvezza, e che sembravano inoltre provenire da fonti e pratiche postbibliche. Tuttavia, i quaccheri, gli anglicani, gli episcopaliani, i luterani, i pentecostali e i carismatici sono in vari modi rimasti favorevoli all'idea delle esperienze mistiche.

## Pratica
Storicamente, la mistica cristiana ha insegnato che per i cristiani l'enfasi maggiore del misticismo riguarda una trasformazione spirituale del sé egoico, il perseguimento di un percorso progettato per produrre persone umane più pienamente realizzate, "create ad immagine e somiglianza di Dio" e, come tali, viventi in armoniosa comunione con Dio, la Chiesa, il resto del mondo e tutta la creazione, compreso se stessi. Per i cristiani, questo potenziale umano si realizza più perfettamente in Gesù, proprio perché egli è sia Dio che uomo, e si manifesta in altri attraverso la loro associazione con lui, coscientemente, come nel caso dei mistici cristiani, o inconsciamente, per quelle persone spirituali che seguono altre tradizioni, come ad esempio Gandhi. La tradizione cristiana orientale parla di questa trasformazione in termini di theosis o divinizzazione, forse meglio riassunta da un antico aforisma di solito attribuito a Atanasio di Alessandria: "Dio si è fatto umano perché l'umano diventasse divino".

### Il triplice percorso
Risalendo a Evagrio Pontico, i mistici cristiani sono stati descritti come sostenitori di un triplice percorso corrispondente a corpo, mente e anima (o spirito). I tre aspetti in seguito divennero purificatore, illuminativo e unitivo nelle Chiese occidentali; preghiera delle labbra, della mente, del cuore nelle Chiese orientali. Il primo aspetto, quello della purificazione, è dove gli aspiranti mistici tradizionali iniziano. Questo aspetto si concentra sulla disciplina, in particolare per quanto riguarda il corpo umano; quindi, sottolinea la preghiera in certi momenti, da soli o con altri, e in certe posizioni, spesso in piedi o in ginocchio. Sottolinea anche le altre discipline di digiuno ed elemosina, la seconda attività chiamate anche "opere di misericordia", sia spirituali che corporali: nutrire gli affamati e dare alloggio ai senza tetto.
La purificazione, che è alla base della spiritualità cristiana in generale, si concentra principalmente, nelle parole di Paolo di Tarso, sull'impegno di "far morire con l'aiuto dello Spirito le opere del corpo" (Romani 8:13). Ciò è considerato il risultato dello Spirito che opera nella persona e non è dovuto ad azioni personali. Ancora secondo Paolo: "...colui che ha iniziato in voi quest'opera buona, la porterà a compimento fino al giorno di Cristo Gesù" (Filippesi 1:6). Le "opere del corpo" qui includono non solo il comportamento esterno, ma anche quelle abitudini, atteggiamenti, compulsioni, dipendenze, ecc. (a volte chiamate passioni egoiche), che si oppongono al vero vivere da cristiani non solo esteriormente, ma anche interiormente. La scrittrice anglocattolica Evelyn Underhill (1875–1941) descrive la purificazione come consapevolezza delle proprie imperfezioni e finitezza, seguiti da autodisciplina e mortificazione. A causa del suo aspetto fisico disciplinare, questa fase, così come l'intero percorso spirituale cristiano, è spesso definito come "ascetico", un termine che deriva dal greco antico askesis e che connota la preparazione atletica. Per questo motivo, nella letteratura cristiana antica, mistici prominenti sono spesso chiamati "atleti spirituali", un'immagine che viene utilizzata anche più volte nel Nuovo Testamento per descrivere la vita cristiana. Ciò che qui si cerca è la salvezza, nel senso originario del termine, facendo riferimento non solo al proprio destino eterno, ma anche alla guarigione in tutti i settori della vita, tra cui il ripristino della salute spirituale, psicologica e fisica.
Rimane un paradosso dei mistici che la passività a cui sembrano puntare è in verità uno stato di attività molto intensa: inoltre, dovesse essere del tutto assente, allora nessuna grande azione creativa potrebbe aver luogo. In tale stato, il proprio "Io" superficiale si costringe a rimanere immobile, in modo che possa liberare un altro potere più profondo che è, nell'estasi del genio contemplativo, elevato al più alto grado di efficienza.
La seconda fase, il percorso dell'illuminazione, ha a che fare con l'attività dello Spirito Santo, che illumina la mente, dando intuizioni su verità non solo esplicite nella Scrittura e nel resto della tradizione cristiana, ma anche su quelle implicite nella natura, non in senso scientifico, ma piuttosto in termini di illuminazione degli aspetti "profondi" della realtà e degli avvenimenti naturali, tali che la potenza di Dio è percepita in tutto ciò che si sperimenta. Underhill lo descrive come percorso segnato da una consapevolezza di un ordine trascendente e una visione di un nuovo cielo e una nuova terra.
La terza fase, di solito chiamata contemplazione (o preghiera mistica contemplativa) nella tradizione occidentale, si riferisce all'esperienza di sé come uniti a Dio in qualche modo. L'esperienza di unione varia, ma è prima di tutto sempre associata ad un ricongiungimento con l‘amore divino, il tema di fondo dal momento che Dio, bontà perfetta, è conosciuto o percepito tanto dal cuore quanto dall'intelletto, in quanto secondo le parole 1 Giovanni 4:16: "Dio è amore; chi sta nell'amore dimora in Dio e Dio dimora in lui". Alcuni approcci al misticismo classico considerano le prime due fasi come preparatorie alla terza, l'esperienza mistica esplicita, ma altri affermano che queste tre fasi si sovrappongono e si intrecciano.
La preghiera mistica contemplativa è la benedizione sperata dal mistico cristiano: nessuno sforzo umano può produrla. Questa forma di preghiera ha tre caratteristiche. a) È infusa (cioè piena di entusiasmo o di desiderio) - b) È straordinaria (cioè indica che l'intelletto opera in modo nuovo) - c) Inoltre, è passiva (cioè mostra che l'anima riceve qualcosa da Dio, ed è consapevole di riceverla). Si può manifestare in uno di quattro gradi: la preghiera di quiete, la preghiera di unione, unione estatica e unione deificante trasformatrice.

### Il percorso a cinque fasi di Underhill
Evelyn Underhill riconosce due fasi complementari al percorso mistico. Prima viene il risveglio, la fase in cui si comincia ad avere una qualche consapevolezza della realtà assoluta o divina. Purificazione e illuminazione sono seguite da una quarta fase che Underhill, utilizzando il linguaggio di Giovanni della Croce, chiama la notte oscura dell'anima. Questa fase, vissuta da pochi, è una di purificazione finale e completa ed è caratterizzata da confusione, impotenza, stagnazione della volontà e un senso di nascondimento della presenza di Dio. Questa notte oscura dell'anima non è, nella concezione di Underhill, la Tenebra divina di Pseudo-Dionigi e del misticismo cristiano tedesco. È il periodo dell'abnegazione finale, quando ci si arrende ai fini nascosti della volontà divina. La sua quinta ed ultima fase è l'unione con l'oggetto d'amore, l'unica Realtà, Dio. Qui l'Io viene posto in modo permanente su un piano trascendentale e liberato per un nuovo intento.

### Comunità
Un altro aspetto della spiritualità cristiana tradizionale, o misticismo, ha a che fare con la sua base comunitaria. anche gli eremiti vivono la loro vita cristiana in comunione con la Chiesa, la comunità dei credenti. Pertanto, la partecipazione nel culto comunitario, in particolare l'Eucaristia, è una parte essenziale della mistica cristiana. Connessa con questo è la pratica di avere un direttore spirituale, un confessore, o un "amico dell'anima" con cui discutere il proprio progresso spirituale. Questa persona, che può essere un religioso o un laico, agisce come mentore spirituale.

### Tipi di meditazione
All'interno del misticismo teista possono essere identificate due grandi tendenze. Una è la tendenza a comprendere Dio affermando ciò che Egli non è, l'altra affermando ciò che Egli è. La prima porta a quella che viene chiamata teologia apofatica e la seconda alla teologia catafatica.
1. Apofatismo (senza immagini, senza parole, silenzioso - dal greco ἀπό φημι che significa letteralmente lontano dal dire, non dire) -- per esempio, la nube della non-conoscenza, Meister Eckhart; e
2. Catafatismo (immagini di Dio, immaginazione o parole - (dal greco antico katàphasis, che significa "affermazione"),[55]) -- per esempio, gli Esercizi spirituali di Ignazio di Loyola, Giuliana di Norwich, Francesco d'Assisi,[54][56]

Studiosi come Urban Holmes hanno categorizzato la teologia mistica anche in termini di illuminazione della mente, a volte chiamata "pratica speculativa", o "emozione del cuore", chiamata pratica affettiva. Combinando la scala speculativa/affettiva con la scala apofatica/catafatica si ottiene una gamma di categorie:
- Razionalismo = Catafatico e speculativo
- Pietismo = Catafatico e affettivo
- Encratismo = Apofatico e speculativo
- Quietismo = Apofatico e affettivo

### Pratiche ascetiche
Molti mistici, seguendo il modello della metafora di Paolo sull'atleta, come anche la storia dei discepoli che dormivano mentre Gesù pregava, disciplinavano il proprio corpo con attività che andavano dal digiuno alla deprivazione, fino a forme estreme come l'autoflagellazione.

### Esperienze sensoriali
Diversi mistici hanno avuto visioni spirituali. Tuttavia sono comuni anche esperienze sensoriali di altro tipo: per esempio Richard Rolle sentiva musica celeste e si sentiva un fuoco in petto.

### Estasi
L'estasi (dal greco ἐκ=ἐξ + στάσις, ex-stasis, essere fuori) di tipo religioso è comune in molti mistici, tra cui Teresa d'Avila, immortalata in meditazione estatica nella scultura del Bernini (cfr. supra).

### Trasformazioni fisiche
Uno degli esempi più noti di trasformazione fisica mistica è la comparsa di stigmate sul corpo del mistico, come quelle ricevute da Francesco d'Assisi e da Padre Pio. Anche altre trasformazioni sono possibili, come ad esempio l'"odore di santità" che accompagna il corpo del mistico defunto, come successe per Teresa d'Avila e Teresa di Liseaux.

### Miracoli
Alcuni mistici si dice siano stati in grado di compiere miracoli, che per molti di questi si sono verificati su di loro. Nel Medioevo, una forma comune di miracolo mistico, soprattutto per le donne, era il miracolo eucaristico, come la possibilità di non mangiare altro che l'ostia della comunione. Caterina da Genova era un esempio di questo tipo di miracolo.

## Mistici e testi cristiani importanti

### Influenze bibliche
Scritture ebraiche
Genesi 15 inizia: "Dopo tali fatti, questa parola del Signore fu rivolta ad Abram in visione..." ma anche il riferimento ad Adamo ed Eva che camminano con Dio nel Giardino dell'Eden è soggetto ad un'interpretazione che includa l'incontro mistico fra carne e sangue e Dio: tra Dio e la Sua parola, tra Dio e la Sua saggezza, insegnamenti, autorivelazione, e della Sua relazione a noi come Sue creature.
Numeri 12:6 narra del Signore che parla da una colonna di fuoco discesa in terra: "Il Signore disse: «Ascoltate le mie parole! Se ci sarà un vostro profeta, io, il Signore, in visione a lui mi rivelerò, in sogno parlerò con lui." Il Signore poi continua affermando che con Mosè Dio parla bocca a bocca, "in visione e non con enigmi" come fa con altri che sono presenti. Questo con molti altri esempi esprime i vari modi in cui Dio può farsi incontrare dalle sue creature — non in un'unione travolgente di assorbimento completo, ma in un rapporto che conserva l'identità di ciascuno, pur concentrandosi su una possibile intimità.
Le pratiche mistiche cristiane sono radicate nelle esperienze dei patriarchi ebrei, dei profeti e di altri incontri presenti nel canone ebraico delle scritture: visioni, sogni, messaggeri angelici, ispirazione divina, eventi miracolosi e la saggezza talmudica sono tutti gli esempi più profondi. Proprio come profeti dell'Antico Testamento sembrano radicati in una coscienza diretta della Divina Presenza (per es. Ezechiele), i meno profondi, come si riscontrano in parecchi Salmi (per es. Salmi 73:23-26), pur tuttavia suggeriscono una simile consapevolezza mistica.
Nuovo Testamento
- 2 Pietro 1:4[66] afferma che Dio permette ai cristiani di divenire "partecipi della natura divina".
- Giovanni 17:21[67] riporta la preghiera di Gesù per i suoi seguaci durante l'Ultima Cena: "Tu, Padre, sei in me e io in Te, [io prego che] siano anch'essi in Noi una cosa sola."
- L'esperienza mistica degli apostoli Pietro, Giovanni e Giacomo, alla Trasfigurazione di Gesù, è confermata in ciascuno dei Vangeli Sinottici. Si veda per esempio Marco 9:2-8[68]. Gesù conduce i tre discepoli sulla cima del Monte Tabor. Davanti ai loro occhi si trasforma: il suo volto irradia luce come il sole e i suoi abiti diventano di un bianco sfolgorante. Elia e Mosè appaiono. Poi "si formò una nube che li avvolse nell'ombra e uscì una voce dalla nube: «Questi è il Figlio mio prediletto; ascoltatelo!»"[69]
- In 2 Corinzi 12:2-6[70], Paolo di Tarso fa riferimento a quella che la tradizione narra sia stata la sua esperienza mistica, quando parla di un uomo che "quattordici anni fa - se con il corpo o fuori del corpo non lo so, lo sa Dio - fu rapito fino al terzo cielo."[71]
- In Galati 2:20[72], Paolo dice "non sono più io che vivo, ma Cristo vive in me."
- In Efesini 4:6[73], Paolo scrive "[C'è] un solo Dio Padre di tutti, che è al di sopra di tutti, agisce per mezzo di tutti ed è presente in tutti."
- 1 Giovanni 4:16[74]: "Dio è amore; chi sta nell'amore dimora in Dio e Dio dimora in lui."
- 1 Corinzi 6:19[75]: "Non sapete che il vostro corpo è tempio dello Spirito Santo che è in voi e che avete da Dio?"
- 2 Timoteo 1:14[76]: "Custodisci il buon deposito che ti è stato affidato mediante lo Spirito Santo che abita in noi."

### Influenze greche
Le influenze del pensiero greco sono evidenti nei primi mistici cristiani e nei loro scritti. Platone (428-348 aC) è considerato il più importante di filosofi antichi e il suo sistema filosofico costituisce la base delle forme mistiche successive. Plotino (ca. 205-270 dC) ha fornito la base non cristiana, neoplatonica, per gran parte del misticismo cristiano, ebraico e islamico.

### Primi cristiani
- Giustino (ca. 105-165) usò la filosofia greca come base di partenza per la teologia cristiana. Le conclusioni mistiche raggiunte da alcuni greci in qualche modo indicavano Cristo. Fu influenzato da: Pitagora, Platone, Plotino, Aristotele e anche dallo Stoicismo.
- Origene di Alessandria (ca. 185–254): De principiis, Contra Celsum. Studiò sotto Clemente d'Alessandria e probabilmente anche con Ammonio Sacca (insegnante di Plotino). Cristianizzò e teologizzò il neoplatonismo.
- Atanasio - Vita di Antonio (ca. 360)[78]
- Gregorio di Nissa (ca. 335–394): si concentrò sulle fasi della crescita spirituale, la necessità di un progresso costante e la "tenebre divina" come vista nella storia di Mosè.
- Agostino d'Ippona (354–430): De Trinitate, Confessioni. Fonte importante di gran parte del misticismo medievale. Collega platonismo e cristianesimo. Influenzato da: Platone e Plotino.
- Pseudo-Dionigi l'Areopagita (ca. 500): Teologia Mistica.

### Medioevo e Rinascimento

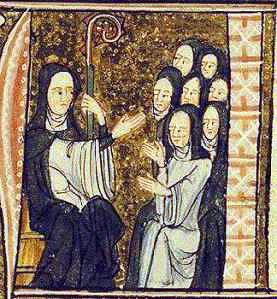
Ildegarda di Bingen e le sue suore

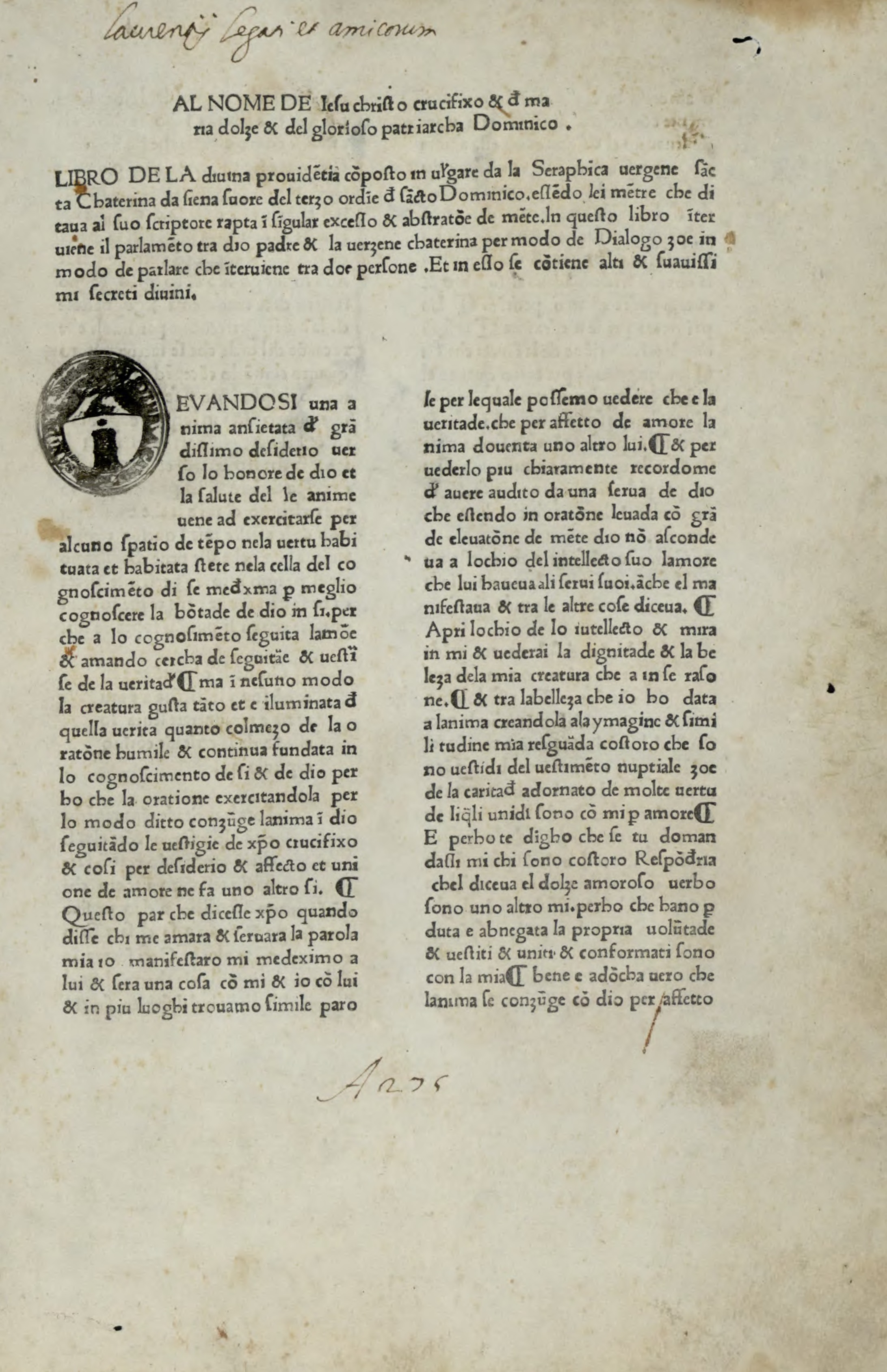
Caterina da Siena, Libro della divina dottrina (comunemente noto come Dialogo della divina Provvidenza), c.1475

- Giovanni Scoto Eriugena (ca. 810–877): Periphyseon. Eriugena tradusse Pseudo-Dionigi dal greco al latino. Influenzato da: Plotino, Agostino, Pseudo-Dionigi.
- Bernardo di Chiaravalle (1090–1153): teologo cistercense, autore di De gradibus humilitatis et superbiae (I gradi dell'umiltà e della superbia), De diligendo Deo (Dio dev'essere amato) e Expositio in Canticum Canticorum (Esposizione nel Cantico dei Cantici); forte combinazione di scritture e di esperienza personale.
- Ildegarda di Bingen (1098–1179): benedettina e missionaria, nota per le sue visioni, descritte in opere come Scivias (Conosci le vie)). Influenzata da: Bernardo di Chiaravalle.
- Vittorini: fiorirono nell'XI secolo e si concentrarono sulla meditazione e contemplazione; aiutarono a diffondere Pseudo-Dionigi; influenzati da Agostino.
  - Ugo di San Vittore (†1141): De sacramentis christianae fidei, De arca Noe mystica, ecc.
  - Riccardo di San Vittore (†1173): De Trinitate e De præparatione animi ad contemplationem (per es. Benjamin Minor e Benjamin Major). Influenzato da Dante, Bonaventura, La nube della non-conoscenza.
- Francescani:
  - Francesco d'Assisi (ca.1182-1226): fondatore dell'ordine, diede risalto alla semplicità e alla penitenza; primo caso documentato di stigmate.
  - Antonio da Padova (1195-1231): sacerdote, frate francescano e teologo; visioni; sermoni.
  - Bonaventura (ca. 1217 - 1274): 'Itinerarium mentis in Deum (L'itinerario della mente verso Dio), De triplici via (La triplice via), Lignum vitae (Il legno della vita) e altri. Influenzato: Pseudo-Dionigi, Agostino, Bernardo, Vittorini.
  - Jacopone da Todi (ca. 1230–1306): frate francescano; membro prominente degli "Spirituali"; Laude.
  - Angela da Foligno (ca. 1248-1309): anacoreta terziaria; si concentrò sulla Passione di Cristo; Memoriale e Instructiones.
- Beghine e begardi (fiorirono nel XIII secolo):
  - Mechthild di Magdeburgo (ca. 1212-1297): visioni, misticismo, riformatrice; Das fliessende Lichte der Gottheit (La luce fluente della Divinità).
  - Hadewijch di Anversa (XIII secolo): visioni, misticismo; scritti in forma di lettere e poesie. Influenzato da Jan van Ruisbroek.
- Mistica renana (XIV secolo): forte spostamento verso la speculazione e l'Apofatismo; principalmente domenicani.
  - Meister Eckhart (1260-1327): sermoni.
  - Giovanni Taulero (†1361): sermoni
  - Enrico Suso (ca. 1295-1366): Vita del Servitore, Piccolo Libro della Saggezza Eterna.
  - Theologia Germanica (di anonimo), trattato mistico, influenzato da: Martin Lutero.
- Jan van Ruisbroek (1293–1381): fiammingo, agostiniano; Dell'ornamento delle nozze spirituali e molti altri. Temi simili a quelli dei Mistici renani. Influenzato da: Beghine, Cistercensi. Ha influenzato: Geert Groote e la Devotio Moderna.
- Caterina da Siena (1347-1380): Lettere e Dialogo della Provvidenza ovvero Libro della divina dottrina.
- Mistici inglesi (fiorirono nel XIV secolo):
  - Anonimo: La nube della non-conoscenza (ca. 1375), intesa da questo autore ascetico come mezzo di istruzione alla pratica della preghiera mistica e contemplativa.
  - Richard Rolle (ca. 1300-1349): The Fire of Love (Il fuoco dell'amore), Mending of Life (riparazione della vita), Meditations on the Passion (Meditazioni sulla Passione).
  - Walter Hilton (ca. 1340-1396), mistico agostiniano: The Ladder of Perfection (La scala della perfezione); riferendosi agli scritti di Pseudo-Dionigi (cfr. supra), l'autore fornisce un'importante opera prima in inglese per il novizio.
  - Giuliana di Norwich (1342-ca. 1416), mistica e teologa: Sedici Rivelazioni dell'Amore Divino (si crede che questo sia il primo libro scritto da una donna in lingua inglese).

### Rinascimento, Riforma e Controriforma
- Ignazio di Loyola (1491–1556): Ignazio ebbe numerose esperienze mistiche nel corso della vita; la più significativa fu un'esperienza di illuminazione presso il fiume Cardoner dove, disse in seguito, imparò più in quell'occasione che nel resto della sua esistenza.[79][80] Un'altra importante esperienza mistica la provò nel 1537, nella cappella de La Storta, fuori Roma, in cui Ignazio vide Dio Padre che lo poneva vicino al Figlio, che stava trasportando la Croce. Ciò gli accadde dopo che aveva passato un anno pregando che Maria lo mettesse con suo Figlio (Gesù), e fu una delle ragioni per cui insistette che il gruppo che seguiva il suo 'modo di procedere' fosse chiamato Compagnia di Gesù.[81][82]
- Teresa d'Avila (1515–1582): due delle sue opere, El Castillo Interior (Il castello interiore) e Camino de Perfeccion (Cammino della perfezione), erano mirate ad istruire sulla preghiera mistica profonda, basandosi sulle proprie esperienze. Influenzata da: Agostino.
- Giovanni della Croce (Juan de Yepes) (1542–1591): scrisse tre opere istruttive correlate a Salita del Monte Carmelo, approccio sistematico alla preghiera mistica, insieme a Cantico spirituale e Notte oscura dell'anima - che fornirono un linguaggio poetico e letterario alla pratica mistica cristiana. Influenzato da: Teresa d'Avila, con la quale collaborò.
- Giuseppe da Copertino (1603-1663) - frate francescano italiano che si dice sia stato prono a levitarsi miracolosamente e ad avere visioni estatiche che lo lasciavano attonito e stremato. Patrono degli studenti.[83][84]
- Nicolas Herman (Laurent de la Résurrection) (1614–1691): monaco carmelitano francese, autore di La pratique de la présence de Dieu (Pratica della presenza di Dio).
- Teosofia cristiana (XVI-XIX secolo): conoscenza diretta e immediata della natura della Divinità, nonché del dinamismo vivente del creato.[85]
  - Jakob Böhme (1575–1624): teosofo tedesco; autore di Della triplice vita dell'uomo. Quaranta questioni sull'uomo o Psicologia vera. Dell'incarnazione di Gesù Cristo. Sei punti teosofici. Del mistero celeste e terrestre. Degli ultimi tempi e altri.
  - George Fox (1624–1691): predicatore inglese, fondatore della setta dei quaccheri.
  - Johann Georg Gichtel (1638–1710): seguace di Bohme, ne coniugò il misticismo con l'esposizione motodica di una dottrina dei centri segreti del corpo umano,[86] singolarmente affine al sistema induista dei chakra.[87]
  - William Law (1686–1761): pastore anglicano e mistico, interessato a Jakob Böhme, scrisse diversi trattati mistici, tra cui The Spirit of Love (Lo spirito dell'amore)[88], The Way to Divine Knowledge (La via della Conoscenza Divina)[89] e altri.
  - Emanuel Swedenborg (1688–1822): influente e controverso scrittore svedese, considerato medium, mistico e chiaroveggente, tra i precursori dello spiritismo.

### Era moderna

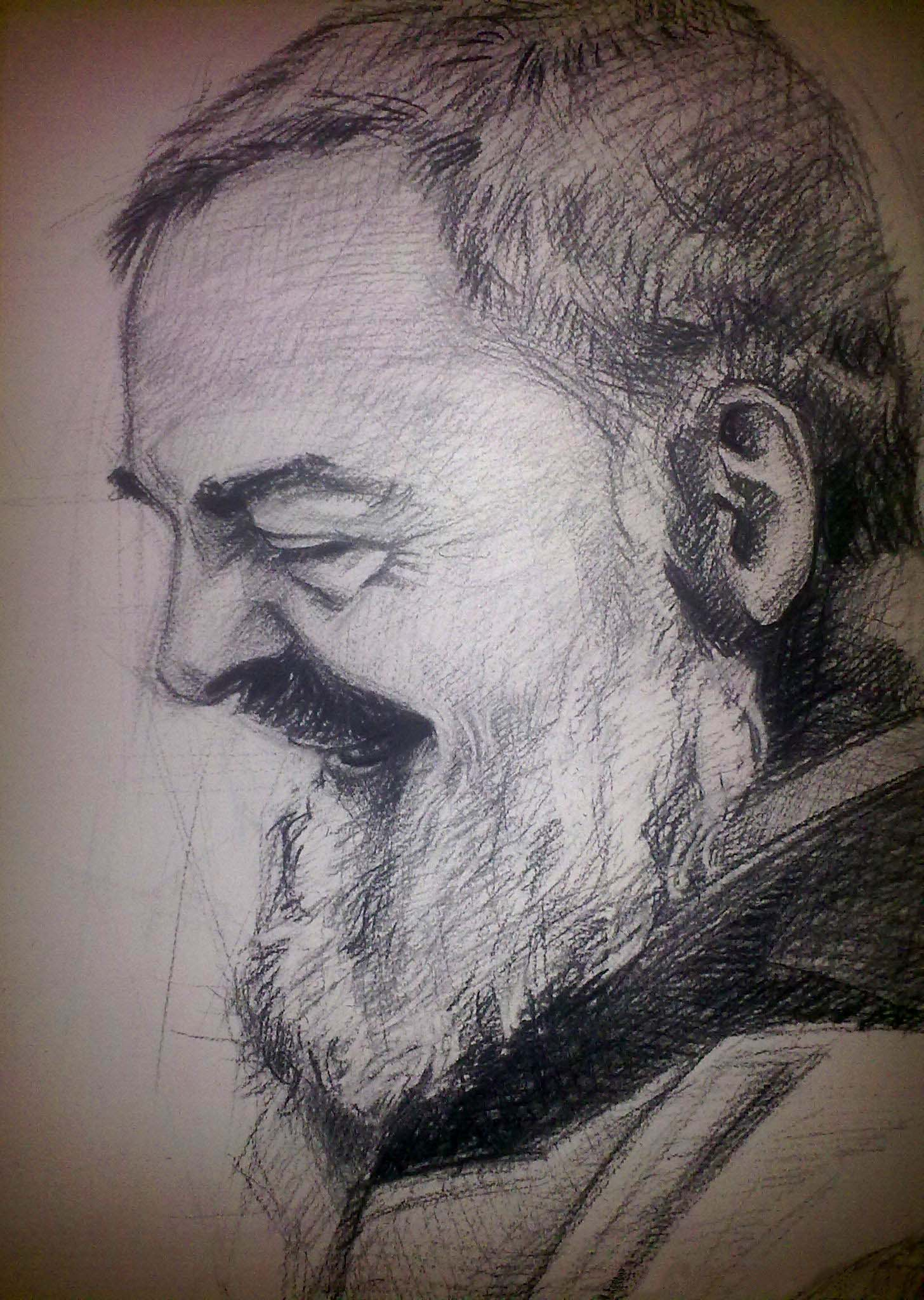
Grande sostenitore della meditazione cristiana, Padre Pio affermò: "Mediante lo studio dei libri si cerca Dio, con la meditazione lo si trova".

- Maria Cira Destro (1782-1818): clarissa e mistica siciliana, morta in fama di santità.
- Marie de Saint Pierre (1816–1848): suora e mistica Carmelitana.
- Marie Lataste (1822–1899): visionaria, suora e scrittrice.
- Bernadette Soubirous (1844–1879): visionaria e mistica francese, conosciuta per le apparizioni mariane della Grotta di Massabielle.
- Marie Martha Chambon (1841–1907): suora, visionaria e mistica.
- Sofianismo russo:
  - Vladimir Sergeevič Solov'ëv (1853–1900);
  - Sergej Nikolaevič Bulgakov (1871–1944);
  - Pavel Aleksandrovič Florenskij (1882–1937).
- Maria del Divin Cuore di Gesù (1863–1899): suora del Buon Pastore e mistica.
- Élisabeth Leseur (1866-1914), mistica francese.
- Luisa Piccarreta (1865-1947): religiosa italiana, serva di Dio.
- Berthe Petit (1870–1943): visionaria e mistica.
- Frank Laubach (1884–1970): missionario evangelico, autore di Lettere di un Mistico Moderno.
- Padre Pio da Pietrelcina (1887–1968): frate, sacerdote, stimmatico e mistico.
- Sadhu Sundar Singh (1889–1929): missionario indiano evangelico, ascetico e mistico.
- Maria Pierina De Micheli (1890–1945): visionaria e mistica.
- Thomas Raymond Kelly (1893–1941): mistico quacchero.
- Maria Valtorta (1898-1963): visionaria e scrittrice.
- Alexandrina Maria da Costa (1904–1955): scrittrice e mistica.
- Itala Mela (1904-1957): oblata benedettina, misrica, santa.
- Faustina Kowalska (1905–1938): suora polacca, mistica e visionaria.
- Domenico da Cese (1905-1978): monaco cappuccino stimmatista.
- Simone Weil (1909-1943): scrittrice francese, attività politica e visionaria estatica.
- Flower A. Newhouse (1909-1994): chiaroveggente e mistico americano.
- Carmela Carabelli (1910–1978): scrittrice italiana e mistica.
- Pierina Gilli (1911–1991): visionaria e mistica italiana.
- Thomas Merton (1915–1968): monaco trappista, scrittore e mistico.
- Lúcia dos Santos (1907-2005): una dei tre veggenti protagonisti delle apparizioni della Madonna di Fátima, suora e profeta.
- Bernadette Roberts (1931-2017), già suora carmelitana, scrittrice e mistica, concentrata sugli stati di abnegazione Anātman.